# 盈進中学高等学校
盈進中学高等学校（えいしんちゅうがくこうとうがっこう）は、広島県福山市千田町に所在し、中高一貫教育を提供する私立中学校・高等学校。

## 沿革
- 1904年（明治37年） 創立。
- 1972年（昭和47年） 現在地に移転。
- 1989年（平成元年） それまでの男子校から男女共学制となる。

## 教育組織
- 普通科（中高一貫コース、特別進学コース、進学コース）

## 教育方針
- 文武両道

### 建学の精神
- 実学の体得

## 学校行事
- 盈進感謝祭 - 各年ごとにテーマを決め、それに沿った演劇・合唱などを行う。2008年度「にんげんふぉ～らむ」から改名された。他の学校でいう学園祭のようなもの。
- 創作科作品展 - ふくやま美術館にて3年生全員の作品を展示する。
- 盈進大運動会 - 中高一貫で行う運動会。赤・青・黄・緑のチームに分かれて競い、各色の応援団が応援合戦を行う。

## 部活動
野球部は盈進商業高校時代の1960年夏（第42回）に甲子園初出場（初戦敗退）。現校名になってからは1974年夏（第56回、3回戦敗退）、2022年夏（第104回、初戦敗退）に出場している。他に陸上部も1964年の第15回全国高校駅伝で優勝している。
- 運動部 - 硬式野球（高校）、軟式野球（中学）、サッカー、柔道、剣道、陸上、フェンシング、ソフトテニス、バドミントン、バレーボール、バスケットボール、硬式テニス（高校）、ラグビー（高校）、弓道、水泳
- 文化部 - 英語研究、演劇、音楽、書道、美術、環境科学研究、ヒューマンライツ、放送、棋道、情報ロボット工学、写真、読書、家庭科、ダンス、多文化、応援

## 出身者

### プロ野球選手
- 梅田正巳 - 元プロ野球選手
- 箱田淳 - 元プロ野球選手・国鉄スワローズ
- 神崎安隆 - 元プロ野球選手・広島カープ
- 塩村典司 - 元プロ野球選手
- 藤井弘 - 元プロ野球選手
- 土屋弘光 - 元プロ野球選手・中日ドラゴンズ
- 麻生実男 - 元プロ野球選手
- 石川恵也 - 元プロ野球選手
- 島谷勇雄 - 元プロ野球選手
- 永本裕章 - 元プロ野球選手・広島東洋カープ、読売ジャイアンツ、阪急ブレーブス
- 田辺繁文 - 元プロ野球選手
- 江草仁貴 - 元プロ野球選手・阪神タイガース、埼玉西武ライオンズ、広島東洋カープ

### 文化・芸能
- 島田洋八（B&B） - 漫才師
- 天津飯大郎（天津） - 漫才師
- 東君平 - 童話作家
- 髙嶺巌 - 俳優、声優
- 平井誠一 - 声優
- 若山彰 - 歌手

### その他
- 占部都美 - 経営学者、神戸大学名誉教授
- 羽田皓 - 福山市長
- 笹田和秀 - 日本中央競馬会調教師
- 岡田祥嗣 - 日本中央競馬会騎手
- 瀬川和樹 - サッカー選手

## アクセス
- JR福塩線横尾駅より徒歩約15分